# 欧特维涅
欧特维涅（法語：Hautesvignes，法語發音：[otviɲ]）是法国洛特-加龙省的一个市镇，属于马尔芒德区。

## 地理
欧特维涅（44°27'33"N, 0°21'8"E）面积8.85 平方千米，位于法国新阿基坦大区洛特-加龍省，该省份为法国西南部内陆省份，北起多爾多涅省，西接吉倫特省和朗德省，南至热尔省，东临塔恩-加龙省和洛特省。
与欧特维涅接壤的市镇（或旧市镇、城区）包括：瓦雷斯、阿格梅、贡托德诺加雷、拉布勒托尼、韦尔特伊达日奈。

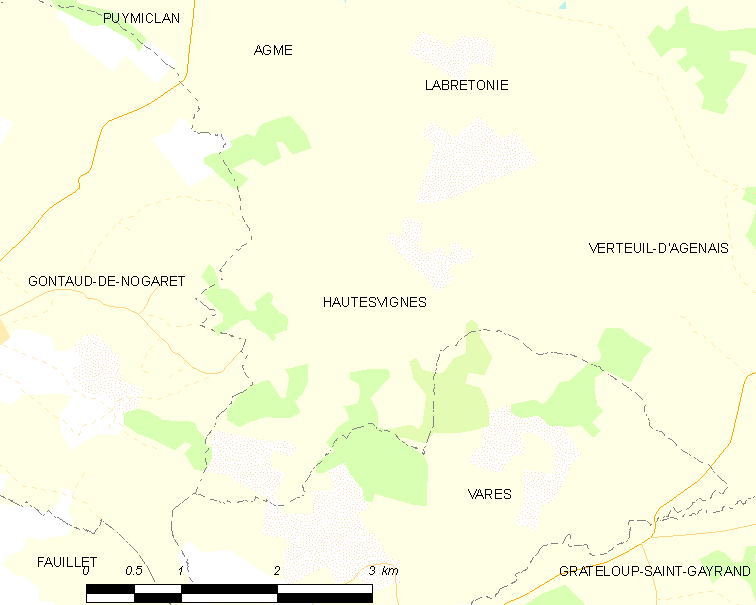
欧特维涅的OSM定位图

欧特维涅的时区为UTC+01:00、UTC+02:00（夏令时）。

## 行政
欧特维涅的邮政编码为47400，INSEE市镇编码为47118。

## 政治
欧特维涅所属的省级选区为托南斯县。

## 人口

1962-2008年间欧特维涅人口变化图示

欧特维涅于2022年1月1日时的人口数量为166人。